# スコラガールズを探せ!!
スコラガールズを探せ!!（すこらがーるずをさがせ!!）は、株式会社スコラマガジン（辰巳出版傘下）発行の雑誌「スコラ」（休刊中）が、「未来のグラビア界を担うアイドルオーディション」として開催しているオーディション。グランプリの副賞は、スコラへの1年間グラビア掲載と写真集発行。
2008年～2009年（投票は2008年）に1年間をかけて第1回が行われた。初代のグランプリは松下美保（office vivid所属）、準グランプリは末永佳子（スパイラルエンタティメント所属）。

## 第1回
- 1次予選で18名から6名に絞られ、1次予選通過者によりグランプリが争われた。グランプリには、2次予選の得票と決選投票の得票の合計得票数が最も多い者が選ばれた。結果は、グランプリに最年少の松下美保、準グランプリに末永佳子が選ばれた。

### エントリー
- Scholar girls 001：工藤菜緒（くどう なお・プラチカ所属）
- Scholar girls 002：由梨亜（ゆりあ・メタルボックス所属）
- Scholar girls 003：西村みずほ（にしむら　みずほ・オスカープロモーション所属）- 1次予選通過
- Scholar girls 004：石井香織（いしい かおり・ウェブカムプロモーション所属）
- Scholar girls 005：南結衣（みなみ ゆい・JMO所属）- 1次予選通過
- Scholar girls 006：黒川ケイ（くろかわ けい・スターブリッジプロモーション所属）
- Scholar girls 007：小林梨沙（こばやし りさ・プラチナムプロダクション所属）
- Scholar girls 008：溝口真央（みぞぐち まお・プラチカ所属）
- Scholar girls 009：小林優美（こばやし ゆみ・プラチカ所属）
- Scholar girls 010：西崎陽（にしざき ひなた・シャイニングウィル所属）
- Scholar girls 011 2nd：浅倉結希（あさくら ゆき・ACE所属）- 1次予選通過
- Scholar girls 012：松坂菜央（まつざか なお・アップヒルエンタティメント所属）2008年7月退社
- Scholar girls 013：彩川まい（あやかわ まい・スターブリッジプロモーション所属）
- Scholar girls 014：前川美奈（まえかわ みな・ホリプロ大阪支社所属）- 1次予選通過
- Scholar girls 015：岩田麻衣（いわた まい・キリンプロ所属）
- Scholar girls 016 ：松下美保（まつした みほ・WIDI ENTERTAINMENT（旧office vivid）所属）- グランプリ
- Scholar girls 017：湯本美咲（ゆもと みさき・サンズエンタティメント所属）
- Scholar girls 018：末永佳子（すえなが よしこ・スパイラルエンタティメント所属）- 準グランプリ

### 1次予選方法
- 2008年2月発売の「スコラ」4月号から、2008年7月発売の「スコラ」9月号までの6ヶ月間に、各号エントリー番号順に3人ずつが登場した。
- スコラに掲載されている期間（概ね、発売日～翌月発売日までの1ヶ月間）が投票の対象期間となる。
- 投票方法は、はがき投票（雑誌1冊購入につき1票）、スコラ公式携帯サイト「スコラ激SEXY」からの投票（無料）、携帯サイトに掲載されたミニ写真集のダウンロード（有料）による。得票数の多い者が1次予選通過。
- 携帯投票における同一票は無効。
- 当初1次予選通過者は5名の予定であったが、同一得票数の者がいたため、1次予選通過者は6名となった。

### 2次予選方法
- 1次予選通過者が、6人のカメラマンとくじ引き抽選で組み、それぞれテーマを定めて撮影を行う。
- 衣装は、白ビキニ及びグラビアが掲載される号のテーマ衣装は必須。それ以外は、カメラマンの自由。
- 撮影場所も自由。デジタルカメラ限定で、使用機材はグラビアに掲載。
- 2008年9月発売の「スコラ」11月号から2008年11月発売の「スコラ」1月号の3ヶ月間に2人ずつが登場した。掲載順もくじ引き抽選。
- 雑誌掲載時期に合わせ、スコラ公式携帯サイト「スコラ激SEXY」に、それぞれの電子写真集が掲載された。
- 掲載されているスコラの発売日（毎月25日）から翌月10日までが投票の対象期間となる。
- 投票方法は、はがき投票（雑誌1冊につき1票）、スコラ公式携帯サイト「スコラ激SEXY」からの投票による。公式携帯サイト「スコラ激SEXY」からの投票は、525円分の電子写真集（誰のものでも構わない）をダウンロードすると、1票の投票権が与えられた。
- 同一票でも有効。

### 2次予選の組み合わせ・テーマなど
- 2008年9月発売「スコラ」11月号掲載　【投票期間:2008年9月25日～10月10日】
  - 南結衣
    - カメラマン：井上武明（機材）Canon EOS-1Ds Mark2
    - テーマ：「美少女de美乳」

  - 浅倉結希
    - カメラマン：藤田憲五（機材）Canon EOS 5D
    - テーマ：「秘密の休日」
- 2008年10月発売スコラ（12月号）掲載　【投票期間:2008年10月25日～11月10日】
  - 末永佳子
    - カメラマン：中山雅文（機材）Canon EOS 5D
    - テーマ：「女子高生のパティシエ修行」

  - 前川美奈
    - カメラマン：田村浩章（機材）Canon EOS-1Ds Mark2 , NIKON D3
    - テーマ：「スコラ医院の人々」
- 2008年11月発売スコラ（1月号）掲載　【投票期間:2008年11月25日～12月10日】
  - 松下美保
    - カメラマン：河野英喜（機材）Canon EOS 5D
    - テーマ：「ホットにヨガする17歳」

  - 西村みずほ
    - カメラマン：吉田裕之（機材）Canon EOS-1Ds Mark2
    - テーマ：「Is it massage as for confused super milk?」

### 決選投票
- 2次予選の全ての投票期間終了後、2008年12月15日～2008年12月31日までの投票期間で行われた。
- 2次予選参加者全員での決選投票となった。なお、2次予選の得票状況は開示されていない。
- グランプリは、2次予選の得票と決選投票の得票の合計で決定された。
- 投票期間に合わせ、スコラ公式携帯サイト「スコラ激SEXY」に、それぞれの電子写真集の新バージョンが掲載された。
- 投票方法は、スコラ公式携帯サイト「スコラ激SEXY」からの投票による。投票は、525円分の電子写真集（誰のものでも構わない）をダウンロードすると、1票の投票権が与えられた。
- 上記の通り、誰の電子写真集を購入しても1票の投票権が与えられるので参考にすぎないが、電子写真集のダウンロード状況が、1ヶ月、1週間、1日単位の上位5位までのランキング（数は非開示）及びスコラガールズ内での上位5位までのランキング（数は非開示）が公表されていた。

### 結果
- 2009年1月発売のスコラ（3月号）にて結果速報が発表され、グランプリに松下美保、僅差の準グランプリには末永佳子が選ばれた。
- 参考となる電子写真集のダウンロード状況では、グランプリの松下美保が終始リードを保つ状態であった。